# Colinus cristatus
Colinus cristatus е вид птица от семейство Odontophoridae.

## Разпространение
Видът е разпространен в Аруба, Бонер, Синт Еустациус, Саба, Бразилия, Венецуела, Гвиана, Колумбия, Коста Рика, Кюрасао, Панама, Суринам и Френска Гвиана.